# Ludwig Laqueur

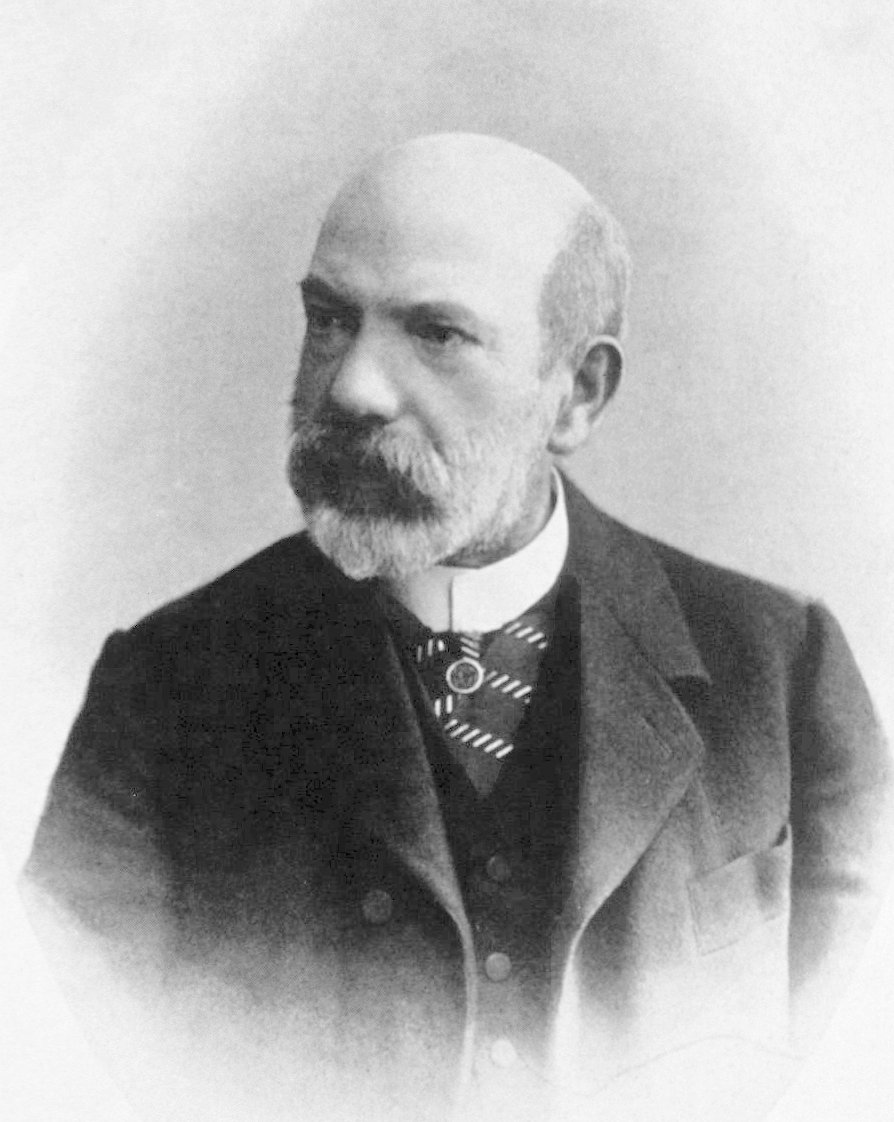
Ludwig Laqueur

Ludwig Laqueur (auch: Louis Laqueur; * 7. Juli 1839 in Festenberg, Schlesien; † 20. April 1909 in Santa Margherita Ligure) war ein deutscher Ophthalmologe.

## Leben
Ludwig Laqueur studierte in Breslau and Berlin, wo er 1860 zum Dr. med. promoviert wurde. 1863 bis 1869 war er als Assistent von Richard Liebreich in Paris tätig. 1872 wurde er außerordentlicher Professor an der Universität Straßburg. Ab 1877 war er dort ordentlicher Professor für Ophthalmologie. Im Jahr 1886 wurde er zum Mitglied der Leopoldina gewählt.
Laqueur war verheiratet mit Marie Bamberger (1851–1936), Tochter des Bankiers Rudolph Bamberger. Zu ihren gemeinsamen Kindern gehörten der Mediziner August Laqueur (1875–1954) und der Althistoriker Richard Laqueur (1881–1959).